# Oxymycterus nasutus
Oxymycterus nasutus е вид бозайник от семейство Хомякови (Cricetidae).

## Разпространение
Видът е разпространен в Бразилия и Уругвай.